# Tom Turesson
Tom Turesson (Östervåla, Suecia; 17 de mayo de 1942 – Tyresö, Suecia; 13 de diciembre de 2004) fue un futbolista y entrenador sueco que jugaba en la posición de delantero.

## Carrera

### Club
Inició su carrera profesional con el Hammarby IF tras aprobar las pruebas a cargo del entonces entrenador del club Folke Adamsson. Debutó en la Allsvenskan a los 19 años en la victoria por 4–2 de visita ante el Örgryte IS. inmediatamente se convirtió en un jugador titular del club, como compañero de ofensiva de Karl-Evert Skoglund, Lars Boman y Lars-Ove Johansson, jugando todos los 22 partidos del Hammarby que terminó en noveno lugar en la temporada de 1962. Con el club soportó dos descensos de la primera división, aunque logró que el club regresara a la primera división al año siguiente.
Permaneció en el club hasta 1968 anotando 65 goles en 143 luego de ser traspasado al Club Brugge de Bélgica anotando siete goles en 22 partidos en su primera temporada.7 goals in 22 league games, as the club finished 5th in the table. En su segunda temporada fue relegado a la banca para dar lugar a Rob Rensenbrink y solo jugó 10 partidos de liga, aunque en la copa Turesson jugó más y ayudó al club a ganar la Copa de Bélgica en 1970, anotando cuatro goles en cinco partidos. En total registró 11 goles en 32 partidos hasta que dejó al club en 1970.
Regresaría al Hammarby IF en 1970, logrando ser el jugador más importante del equipo junto a Jan Sjöström, Kenneth Ohlsson y Ronnie Hellström. Anotaría su primer gol ante su archirrival AIK el 27 de agosto de 1974 en la victoria por 1–0 de local.
En 1975 el nuevo entrenador Björn Bolling decidió ubicar a Turesson como líbero, lo que lo hizo más exitoso. A los 33 años Turesson revivió su carrera, dirigiendo al club desde su nueva posición.
Al final de 1976 Turesson se retira del fútbol a los 36 años. Jugó un total de 282 partidos de liga con el Hammarby y anotó 88 goles. En 2004, Turesson fue elegido como en 15 mejor jugador de la historia del club por medio de una votación.

### Selección nacional
Jugó para Suecia de 1962 a 1971 en 22 partidos y anotó 9 goles. Su debut fue el 16 de septiembre de 1962 a los 20 años en la derrota por 1-2 ante Noruega en un amistoso.
En 1966 anotó un triplete en la victoria por 4–2 ante Noruega el 18 se setiembre. anotó cinco goles en seis partidos en la Clasificación para la Eurocopa 1968, pero Suecia no clasificó.
Jugó en el mundial de México 1970 y anotó en el empate 1–1 ante Israel.

### Entrenador
Dirigió al Hammarby IF en 1978, siendo reemplazado por Bengt "Julle" Gustavsson luego de apenas salvar la categoría.

## Vida personal
Su hijo Tomas Turesson también fue futbolista profesional, formó parte del Hammarby IF de 1983 a 1990.
Turesson murió el 13 de diciembre de 2004 a los 62 años por un problema crónico de riñón.

## Logros
Hammarby IF
- Superettan (2): 1964, 1966

Club Brugge
- Copa de Bélgica (1): 1970